# Loi sur la Saskatchewan
Lire en ligne

Texte en anglais de l'Acte de la Saskatchewan

La Loi sur la Saskatchewan (Anglais : Saskatchewan Act), entrée en vigueur le 1er septembre 1905, fut la loi du Parlement du Canada qui a créé la province de la Saskatchewan. La Loi est de nature similaire à la Loi sur l'Alberta, qui a créé la province de l'Alberta au même moment. 
Son titre long est Loi concernant la création de la province de la Saskatchewan et l'organisation de son gouvernement. La Loi a reçu la sanction royale le 20 juillet 1905.
La Loi sur la Saskatchewan a défini les limites des circonscriptions électorales de la première élection générale saskatchewanaises de 1905.
La Loi sur la Saskatchewan fait partie de la Constitution du Canada.
L'Acte de la Saskatchewan a été renommé en Loi sur la Saskatchewan dans la Loi constitutionnelle de 1982.

## Création
De 1870 à 1905, la région qui est aujourd'hui la Saskatchewan faisait partie des Territoires du Nord-Ouest, établis par le Parlement du Canada. Au fur et à mesure que la population des Territoires du Nord-Ouest augmentait, son gouvernement est passé d'un Lieutenant-gouverneur de la Saskatchewan nommé en 1876 à un gouvernement responsable en 1897, puis à des pouvoirs provinciaux presque complets, à l'exception de l'impôt direct en 1901. Cependant, avec le gouvernement du Canada ne parvenant pas à couvrir toutes les dépenses des territoires, le premier ministre Frederick Haultain a demandé le statut de province pour une grande partie des territoires.
La proposition initiale du conservateur Haultain au premier ministre libéral Wilfrid Laurier en 1900 a été appuyée par le libéral James Ross et a été prise en considération par Clifford Sifton, ministre de l'Intérieur. Haultain souhaitait que toute la région située entre le Manitoba et la Colombie-Britannique soit constituée en une seule province, en raison de l'histoire et de l'économie communes de la région. D'autres ont soutenu la division de la région en deux provinces distinctes ou plus en fonction des districts provisoires existants, de peur qu'une seule province ne soit difficile à manier et qu'elle ne domine la politique fédérale. Le gouvernement Laurier reporte toute décision après les élections de 1904, au cours desquelles Haultain fait activement campagne pour les conservateurs. Les conservateurs ont perdu face aux libéraux de Laurier et, après les élections, les libéraux ont décidé de créer deux provinces, la Saskatchewan et l'Alberta.
Deux articles de la loi telle qu'elle a été adoptée ont suscité une importante controverse : l'article 17, qui a inscrit dans la Constitution les droits existants de la minorité religieuse dans chaque district scolaire, qu'il soit catholique romain ou protestant, d'établir des écoles séparées financées par l'État, sans discrimination dans le financement public contre les écoles séparées et l'article 21, qui réservait la gestion des terres publiques et des ressources naturelles au gouvernement du Canada.
L'article 17 était controversé parce que la question de l'instruction religieuse était également parallèle aux questions linguistiques, car les protestants étaient principalement anglophones et la plupart des francophones étaient catholiques romains. Les Canadiens anglais estimaient que les immigrants devaient être assimilés à la culture et à la langue britanniques, tandis que les Canadiens français considéraient toute suppression des protections existantes comme une attaque contre la culture française. Clifford Sifton a démissionné plutôt que d'appuyer le projet initial de cette disposition, qu'il considérait comme élargissant les droits alors en vigueur en vertu de la loi territoriale. Une version modifiée de l'article 17 a été incluse dans la loi malgré les protestations et la démission de Sifton.
L'article 21 permettait au gouvernement du Canada de conserver le contrôle sur les terres publiques et les ressources naturelles de la nouvelle province, contrairement à la situation dans les anciennes provinces, qui avaient le contrôle sur leurs terres publiques et leurs ressources naturelles.[4] Alors que la loi prévoyait des transferts monétaires pour compenser le manque de revenus tirés des ressources, cette politique a entravé la croissance économique de la nouvelle province[citation nécessaire] et est devenue l'une des sources originales d'aliénation de l'Ouest. Haultain a formé un parti de protestation, le Parti des droits provinciaux, autour de cette question. La province a finalement obtenu le contrôle des ressources naturelles en 1930, avec l'adoption des Lois sur les ressources naturelles (en) et de la Loi constitutionnelle de 1930. Cette question a de nouveau été clarifiée dans la Loi constitutionnelle de 1982.
La Loi sur l'Alberta a été adoptée en même temps que la Loi sur la Saskatchewan, créant la nouvelle province d'Alberta. À l'époque, les deux lois étaient souvent appelées les « lois d'autonomie ». Les dispositions des deux lois sont très similaires.

## Sections de la loi
La loi comprend les sections suivantes (paraphrasées):
1. Fournit le nom abrégé de la Loi
2. Décrit les limites physiques de la province.
3. La Loi constitutionnelle de 1867 s'applique à la Saskatchewan.
4. Quatre membres nommés au Sénat du Canada.
5. La représentation actuelle à la Chambre des communes demeurera en vigueur jusqu'aux prochaines élections.
6. Fixe le nombre de membres du Parlement en fonction de la population.
7. Les lignes directrices électorales des Territoires du Nord-Ouest s'appliquent à la province jusqu'à ce qu'elles soient modifiées par le Parlement.
8. Le lieutenant-gouverneur détermine les membres du Conseil exécutif.
9. Le siège du gouvernement est Regina.
10. Les pouvoirs du lieutenant-gouverneur des Territoires du Nord-Ouest sont les mêmes que ceux du lieutenant-gouverneur de la Saskatchewan.
11. Le lieutenant-gouverneur fournira un grand sceau pour la nouvelle province.
12. La chambre unique de la législature provinciale sera appelée l'Assemblée législative de la Saskatchewan.
13. Initialement vingt-cinq membres de la législature provinciale jusqu'à ce qu'ils soient changés par ladite législature. Une annexe suivait le corps principal de la loi qui définissait les premières circonscriptions électorales de la province.
14. Les lois actuelles des Territoires du Nord-Ouest s'appliquent à la Saskatchewan.
15. Les premières élections générales doivent être déclenchées dans les six mois.[6]
16. Lois et tribunaux : La Cour suprême des Territoires du Nord-Ouest peut être abolie en Saskatchewan si elle est remplacée par un tribunal semblable.
17. Article 93 modifié de la Loi constitutionnelle de 1867 tel qu'il s'applique en Saskatchewan; les droits des catholiques romains et des protestants à des écoles séparées ont été maintenus.
18. Subventions du gouvernement fédéral basées sur un montant fixe et la taille de la population.
19. Versements annuels de 405 375 $ à la Saskatchewan de la part du gouvernement fédéral.
20. Compensation pour l'utilisation des terres publiques par le gouvernement fédéral.
21. Les terres, les mines et les minéraux fédéraux existants demeureront la propriété du gouvernement fédéral.
22. Les propriétés et les actifs des Territoires du Nord-Ouest doivent être divisés également entre la Saskatchewan et l'Alberta.
23. Préserve les droits de la Compagnie de la Baie d'Hudson sur les terres cédées à la Couronne.
24. Dispositions pour le Chemin de fer Canadien Pacifique. Abrogée rétroactivement au 29 août 1966 par la modification constitutionnelle de 2022 (loi de la Saskatchewan).
25. La présente Loi entre en vigueur le 1er septembre 1905.

## Circonscriptions électorales d'origine
Les 25 circonscriptions électorales originales ont été définies dans une annexe suivant le corps principal de la loi. Ces 25 divisions étaient :
1. Souris
2. Cannington
3. Moosomin
4. Whitewood
5. Grenfell
6. Wolseley
7. Saltcoats
8. Yorkton
9. South Qu'Appelle
10. North Qu'Appelle
11. South Regina
12. Regina City
13. Lumsden
14. Moose Jaw
15. Moose Jaw City
16. Maple Creek
17. Humboldt
18. Kinistino
19. Prince Albert
20. Prince Albert City
21. Batoche
22. Saskatoon
23. Rosthern
24. Redberry
25. Battleford